# نچیز (میسیسیپی)
نچیز (به انگلیسی: Natchez) شهری در ایالت میسیسیپی کشور ایالات متحده آمریکا است که جمعیت آن در سرشماری سال ۲۰۱۰ میلادی، ۱۵٬۷۹۲
نفر بوده‌است.